# Maurice Gagnon (critique d'art)
Pour les articles homonymes, voir Maurice Gagnon et Gagnon.
Maurice Eugène Gagnon, né à Ottawa le 19 août 1904 et mort à Montréal le 14 mai 1956, est un critique d'art, historien de l'art et professeur québécois.
Maurice Gagnon est connu pour avoir été le premier historien de l'art spécialiste d’art moderne au Québec. Par ses écrits et ses activités, surtout à partir de 1935 et dans les années 1940, il a contribué à une meilleure connaissance des nouvelles formes d'art par le public montréalais ainsi qu'à l'émergence de nombreux artistes.

## Biographie

### Formation
Maurice Gagnon obtient une licence en philosophie de l'Université d'Ottawa. Il va vivre à Paris durant trois ans durant lesquels il obtient une licence ès lettres de la Sorbonne. Il est aussi diplômé de l'Institut d'art et d'archéologie de l'Université de Paris et de l'École du Louvre. Durant ce séjour, il a pour maître Henri Focillon.

### Vie professionnelle
À l'été 1935, il revient s'installer à Montréal avec sa famille. Dès 1936, il enseigne l'histoire de l'art au collège Jean-de-Brébeuf et prononce des conférences sur l'art moderne. La même année, il réalise un catalogue des œuvres du collectionneur Frédéric Alfred Lallemand et dirige une visite de cette collection au cours d'une visite organisée par la Société d'étude et de conférences.
Au printemps 1937, le gouvernement français nomme Maurice Gagnon attaché honoraire des Musées nationaux de France « en témoignage reconnaissant des services éminents que M. Gagnon a rendus comme chargé de mission au Musée du Louvre ». Le même été, il est embauché par le gouvernement du Québec avec d'autres chercheurs, dont Jules Bazin et Gérard Morisset, pour réaliser un inventaire des richesses artistiques du Québec, projet dirigé par Jean Bruchési, sous-secrétaire de la province. Jumelé avec Gordon Neilson, de l'Université McGill, il se voit attribuer les villes de Québec et de Trois-Rivières ainsi que le Bas-Saint-Laurent. L'inventaire se poursuit les étés suivants et à l'été 1939, Gagnon est jumelé à Paul-Émile Borduas pour travailler dans la région nord-ouest de Montréal, dans la presqu'île de Vaudreuil et dans la région située au sud de Montréal et à l'ouest de la rivière Richelieu.
Le 22 juillet 1937 (p. 372), il est nommé professeur d'histoire de l'art et conservateur de la bibliothèque de l'École du meuble et il y demeure jusqu'à sa démission le 16 octobre 1947. Il enseigne toujours l'histoire de l'art au collège Jean-de-Brébeuf, ainsi qu'au collège de Saint-Laurent et à l'externat classique Sainte-Croix. De 1945 à 1948, il donne des cours d'histoire de l'art à la Faculté des lettres de l'Université de Montréal. Il fait partie de la Société d'art contemporain, notamment à titre de secrétaire, pour laquelle il organise des expositions.
En 1943, il est embauché à la galerie Dominion par sa fondatrice et propriétaire Rose Millman en tant que conseiller et c'est lui qui présente les jeunes peintres canadiens au directeur de la galerie Max Stern. Il agit à titre de conservateur invité pour plusieurs expositions qui se tiennent à la galerie, dont la célèbre « Exposition des Sagittaires » en 1943, qui regroupe 23 artistes de moins de 30 ans, la plupart élèves de Paul-Émile Borduas ou d'Alfred Pellan : Charles Daudelin, Gabriel Filion, Pierre Gauvreau, Fernand Leduc, Jeanne Rhéaume, Françoise Sullivan, Jacques De Tonnancour.
Il est l'auteur de nombreux articles portant sur l'art moderne, notamment dans les revues Amérique française, Gants du ciel, La Revue moderne, La Revue populaire, etc. Il est également reconnu pour ses ouvrages portant sur l'art moderne. Maurice Gagnon a dirigé la collection de monographies « Art vivant » aux Éditions de l'Arbre, de 1943 à 1945. 
Durant les dernières années de sa vie, il se consacre à la décoration intérieure. À sa mort en 1956, il est chef décorateur de la maison Henry Morgan. 

### Vie personnelle
En 1932 à l'église Sainte-Anne, à Ottawa, Maurice Gagnon se marie à Laurette Beauséjour (dite Lola), née à Ottawa le 25 août 1908 (p. 154). Ils ont ensemble six enfants : François-Marc, Paule, Gilles, Renée, Luc et Marie. L'aîné, François-Marc Gagnon, devient historien de l'art.
Gagnon et sa famille fréquentent beaucoup les artistes. Maurice Gagnon rencontre Paul-Émile Borduas en 1935 et le côtoie en tant que collègue à l'École du meuble où ils ont été embauchés en même temps (p. 152). Il entretient une amitié avec l'artiste jusqu'à une querelle opposant les tenants de Pellan et ceux de Borduas peu avant Refus global en 1948, Gagnon s'étant rangé du côté de Pellan.
Un portrait de Maurice Gagnon a été réalisé par Paul-Émile Borduas : une huile de 1937 aujourd'hui conservée au Musée des beaux-arts du Canada. En 1941, l'artiste Louise Gadbois réalise un portrait de Maurice Gagnon aujourd'hui conservé au Musée national des beaux-arts du Québec. Paul-Émile Borduas réalise en 1941 un portrait de Lola Beauséjour intitulé Portrait de Madame Gagnon, aujourd'hui conservé au Musée des beaux-arts de Montréal.
On retrouve des dossiers au nom de Maurice Gagnon dans le fonds d'archives de l'École du meuble ainsi qu'à l'Institut de recherche en art Canadien Gail et Stephen A. Jarislowsky, à l'Université Concordia.

## Écrits de Maurice Gagnon (liste partielle)
Livres
- L'église Saint-Germain d'Outremont, Montréal, Éditions de la revue Technique, 1938, 7 p. (lire en ligne)
- Peinture moderne, Montréal, Valiquette, 1943, 2e éd. (1re éd. 1940), 143 p. (lire en ligne)
- Pellan, Montréal, L'Arbre, coll. « Art vivant », 1943, 36 p. (lire en ligne)
- Sur un état actuel de la peinture canadienne, Montréal, Société des Éditions Pascal, 1945, 158 p. (lire en ligne)

Catalogues d'art
- Catalogue des œuvres d'art de la collection Frederic-Alfred Lallemand, Montréal, s.n., 1936, 47 p. (OCLC 1131021061)
- Catalogue : œuvres peintes de Denise Ristelhueber : exposition 22 mars au 4 avril 1941, Montréal, Galerie Stevens, 1941?, 12 p. (lire en ligne)

Articles de revues
- « Joyaux d'un mécène montréalais », La Revue moderne, vol. 18, no 4,‎ février 1937, p. 6-7 (ISSN 0700-6012, lire en ligne)
- « L'impressionnisme : Initiation à la peinture moderne », La Revue moderne, vol. 18, no 5,‎ mars 1937, p. 16-17 (ISSN 0700-6012, lire en ligne)
- Maurice Séguin, « Cézanne, Gauguin, van Gogh », La Revue moderne, vol. 18, no 6,‎ avril 1937, p. 6-7 (ISSN 0700-6012, lire en ligne)
- « Le fauvisme », La Revue moderne, vol. 18, no 7,‎ mai 1937, p. 6 (ISSN 0700-6012, lire en ligne)
- « Expressionnisme et cubisme », La Revue moderne, vol. 18, no 8,‎ juin 1937, p. 8-9 (ISSN 0700-6012, lire en ligne)
- « Églises modernes », La Revue moderne, vol. 18, no 9,‎ juillet 1937, p. 6-7 (ISSN 0700-6012, lire en ligne)
- « Meubles de chez nous », La Revue moderne, vol. 18, no 10,‎ août 1937, p. 6-7 (ISSN 0700-6012, lire en ligne)
- « Paul-Émile Borduas, peintre montréalais », La Revue moderne, vol. 18, no 11,‎ septembre 1937, p. 10-11 (ISSN 0700-6012, lire en ligne)
- « La peinture moderne, peinture religieuse », Technique revue industrielle = industrial review, vol. 15, no 4,‎ avril 1940, p. 249-255
- « Borduas », Amérique française,‎ mai 1942, p. 10-13 (ISSN 0381-5889, lire en ligne)
- « Un peintre, Borduas », La Revue Moderne, vol. 24, no 10,‎ février 1943, p. 16-17 (ISSN 0700-6012, lire en ligne)
- « Intermittences : [Alfred Pellan] », Gants de ciel,‎ septembre 1943, p. 47-56
- « Une tradition picturale au Canada », Amérique française,‎ octobre 1944, p. 49-52 (ISSN 0381-5889, lire en ligne)
- « D'une certaine peinture canadienne, jeune ... ou de l'automatisme », Canadian Art, vol. 5, no 3,‎ janvier 1948, p. 136-138, 145.

Articles de journaux
- « Exposition : Peinture contemporaine », Le Devoir, vol. 30, no 116,‎ 20 mai 1939, p. 9 (lire en ligne) : Compte rendu de la première exposition de la Société d'art contemporain.
- « Figures d'artistes : Quelques femmes peintres », Le Devoir, vol. 32, no 23,‎ 30 janvier 1941, p. 5 (lire en ligne)
- « Exposition des Indépendants chez Morgan », Le Devoir,‎ 26 mai 1941, p. 2 (lire en ligne)
- « Collection Archdale de Birmingham », Le Devoir, vol. 32, no 288,‎ 13 décembre 1941, p. 4 (lire en ligne)
- « Exposition au collège Notre-Dame : Conception nouvelle du dessin », La Presse, vol. 58, no 142,‎ 26 avril 1942, p. 26 (ISSN 0317-9249, lire en ligne)
- « L'enseignement des arts et le collège classique », Le Quartier latin, vol. 25, no 17,‎ 26 mars 1943, p. 8 (ISSN 0832-4131, lire en ligne)
- « Henri Focillon : Un très grand historien d'art disparaît », Le Canada, vol. 41, no 2,‎ 6 avril 1943, p. 4 (lire en ligne)
- « De la critique d'art », Le Canada, vol. 41, no 161,‎ 12 octobre 1943, p. 18 (lire en ligne)

## Expositions organisées par Maurice Gagnon (liste partielle)
- Exposition des œuvres surréalistes de Paul-Émile Borduas, Foyer de l'Ermitage (3510, ch. Côte-des-Neiges), 25 avril - 2 mai 1942[19].
- Exposition des œuvres de Goodridge Roberts, Galerie Dominion, mars - 8 avril 1943[20].
- Exposition des œuvres de Jacques G. de Tonnancour, Galerie Dominion, 10 - 21 avril 1943[21].
- Exposition des Sagittaires, Galerie Dominion, 30 avril - 9 mai 1943[22].
- Exposition des œuvres de Paul-Émile Borduas, Galerie Dominion, 2 - 13 octobre 1943[23].
- Exposition des œuvres des membres de la Société d'art contemporain, Galerie Dominion, 15 - 24 novembre 1943[24]

## Écrits au sujet de Maurice Gagnon
Articles de journaux de l'époque
- Roger Duhamel, « Peinture moderne, par Maurice Gagnon », Le Canada, vol. 38, no 212,‎ 10 décembre 1940, p. 2 (lire en ligne)
- Maurice Huot, « La peinture moderne, par Maurice Gagnon », Le Canada,‎ 28 juillet 1943, p. 4 (lire en ligne)

Sources secondaires
- François-Marc Gagnon, « Maurice Gagnon : critique d'art », dans Marie Carani, Des lieux de mémoire: identité et culture modernes au Québec, 1930-1960, Ottawa, Presses de l'Université d'Ottawa, 1995, 239 p. (ISBN 9782760303836), p. 43-50.
- Édith-Anne Pageot, Images du sujet, du féminin et du masculin chez Smith, Roberts, Lyman et M. Gagnon (Thèse de doctorat), Montréal, Université de Montréal, 2003, 434 p. (OCLC 60566618, lire en ligne)